# Associação de Clubes de Basquete do Brasil
A Associação de Clubes de Basquete do Brasil ("ACBB") foi uma liga de basquetebol independente da Confederação Brasileira de Basketball ("CBB"). Em 2008 os seus 8 membros, todos do Estado de São Paulo, boicotaram o Campeonato Nacional de Basquete organizado pela CBB e organizaram a Supercopa de Basquete, que acabaria tendo uma única edição. No ano seguinte surgiu o Novo Basquete Brasil, considerado o Campeonato Brasileiro de Basquete reunificado.
Apesar da associação não ser opositora à CBB, uniu clubes que, sem margem para evoluir ou até mesmo se manter no atual campeonato, juntaram forças para criar uma nova liga independente com o mesmo princípio da Nossa Liga de Basquetebol (NLB), visto que a NLB não teve o retorno, seja em relação aos torcedores seja em relação ao marketing.
A associação foi composta por oito entidades fundadoras:
- 1- Franca Basquetebol Clube;
- 2- Associação de Basquetebol de Araraquara;
- 3- São José Basketball;
- 4- Winner Limeira Basquete;
- 5- Assis Basket;
- 6- Clube Atlético Paulistano;
- 7- Esporte Clube Pinheiros;
- 8- São João Basquetebol Clube